# Индонезийско-монгольские отношения
Индонезийско-монгольские отношения — двусторонние дипломатические отношения между Индонезией и Монголией, установленные в 1956 году. Двусторонний товарооборот в 2010 году составил 6,4 млн долларов.

## История
В XIII веке монголы вторглись на территорию современной Индонезии, но потерпели поражение. В 1956 году в ходе визита президента Индонезии Сукарно в Монголию были установлены дипломатические отношения между двумя странами. С тех пор визиты в Монголию совершали два индонезийских лидера: Мегавати Сукарнопутри в 2003 году и Сусило Бамбанг Юдойоно в 2012 году. В 2023 году Улан-Батор посетила министр иностранных дел Индонезии Ретно Марсуди.

## Экономические отношения
Объём двусторонней торговли был небольшим. В 2005 году товарооборот между Индонезией и Монголией составил 3,3 млн долларов. В 2010 году товарооборот между Индонезией и Монголией составил 6,4 млн долларов. При этом в 2005 году импорт из Индонезии составил 3,2 млн долларов. В 2010 году импорт из Индонезии составил 6,4 млн долларов.